# Кирлиан, Семён Давидович
Семён Давидович Кирлиан (20 февраля 1898 — 4 апреля 1978) — Заслуженный изобретатель РСФСР (1974 г.), советский физиотерапевт, изобретатель и исследователь армянского происхождения. Вместе со своей женой Валентиной Хрисанфовной разработал новый способ фотографирования объектов различной природы посредством газового разряда из-за «Эффекта Кирлиан». В настоящее время этот способ стал основой нового вида фотографии, которую теперь принято называть газоразрядной, а за самим способом закрепилось название «газоразрядная фотография по методу Кирлиан».

## Краткая биография
Семён Давидович Кирлиан родился в Екатеринодаре 20 февраля 1898 года в многодетной армянской семье. С детства интересовался музыкой, занимался фотографией и увлекался электромеханикой, но вынужден был с ранних лет работать — приказчиком, декоратором, настройщиком роялей, водопроводчиком, электриком — из-за чего смог получить всего 4 класса образования (в школе Приказчиков). В 1923 году Семён Давидович женился на дочери священника Валентине Хрисанфовне Лотоцкой, работавшей журналистом и педагогом. Она стала верным другом и помощником в делах мужа.
Семён Давидович придумал множество полезных изобретений. Городская типография пользовалась изготовленной им электропечью для отливки шрифтов, мукомолы — магнитными устройствами для очистки зерна. Очень перспективными оказались и идеи по созданию аппаратуры для термической обработки продуктов в консервной промышленности. Перед войной Кирлиан придумал систему электроэкранирования душевых для обработки людей, которые могли быть поражены отравляющими газами.
В 1939 году Семёна Давидовича приняли мастером по ремонту электрооборудования в городскую больницу. Отремонтировав в больнице физиотерапевтический аппарат, в котором использовался ток высокой частоты, он обратил внимание на странное розовое свечение между электродами. Кирлиан решил попробовать зафиксировать на фотоплёнке свечение в поле тока высокой частоты какого-нибудь предмета. Первым объектом, который был «сфотографирован» таким образом, стала монета. Изобретатель подсоединил к ней один электрод, положил сверху плёнку, накрыв её вторым электродом, включил ток высокой частоты. Сделав отпечаток, Кирлиан увидел снимок монеты, по краям которой шёл скользящий разряд. Кирлиан стал помещать в поле самые разнообразные предметы, фотографируя без фотоаппарата необычное свечение, в том числе листья деревьев, собственные руки. На основе своих наблюдений вывел закономерность: любой живой объект, помещённый в поле высокой частоты, давал на фотоплёнке свечение, характер которого зависел от состояния снимаемого объекта.
Они неоднократно получали приглашения посетить зарубежные лаборатории, институты, но, будучи «невыездными», они были вынуждены ограничиваться деловой перепиской. В их архивах сохранились письма из 130 городов разных стран. Супруги проводили опыты, «чтобы глубже проникнуть в этот неведомый мир для блага Страны и людей», — как писал С. Д. Кирлиан.
В декабре 1971 года после тяжёлой болезни ушла из жизни Валентина Хрисанфовна. Несмотря на подорванное здоровье, Семён Давидович продолжает дело своей жизни, стараясь завершить начатые исследования. В феврале 1974 года С. Д. Кирлиан присваивают звание Заслуженного изобретателя РСФСР. В последние годы жизни учёному была предоставлена должность заведующего специальной лаборатории на краснодарском НПК «Сатурн».
Семён Давидович ушёл из жизни 1 августа 1978 года.

## Семья
Мать — Ева Кирлиан (урожд. Назарова). Отец — Давид Кирлиан. В семье было 9 детей, самый старший из них — Михаил Давидович Кирлиан (1892—1965), скрипач, профессор и директор Краснодарского музыкального училища (учитель, в частности, Ю. Силантьева).
Жена (с 1924 г.) — Валентина Хрисанфовна Лотоцкая (1904—1971), дочь священника из станицы Новотитаровской.

## Память
В Краснодаре установлена мемориальная доска супругам Кирлиан (ул. Ставропольская, д.224). В станице Динской в историко-краеведческом музее создана экспозиция, посвященная жизни и деятельности супругов Кирлиан (станица Динская, улица Красная, 86). Кроме того, немалым фондом архивных материалов о супругах Кирлиан располагает Краснодарский государственный историко-археологический музей-заповедник им. Е. Д. Фелицына и Государственный архив Краснодарского края.
В телесериале «Американская история ужасов: Отель» присутствует упоминание Семёна Кирлиана, которого Джеймс Патрик Марч во время разговора с Джоном Лоу представляет, как постояльца отеля «Кортез». Марч в разговоре упоминает, что Кирлиан утверждал ему, что с помощью электричества способен заснять ауру человека. На самом деле Семён Кирлиан никогда не был в Лос-Анджелесе.

### Список произведений
- Совм. с Кирлиан В. Х. В мире чудесных разрядов. — М.: Знание, 1964. — 40 с. — (Новое в жизни, науке, технике). — 45,400 экз.